# Horohiv

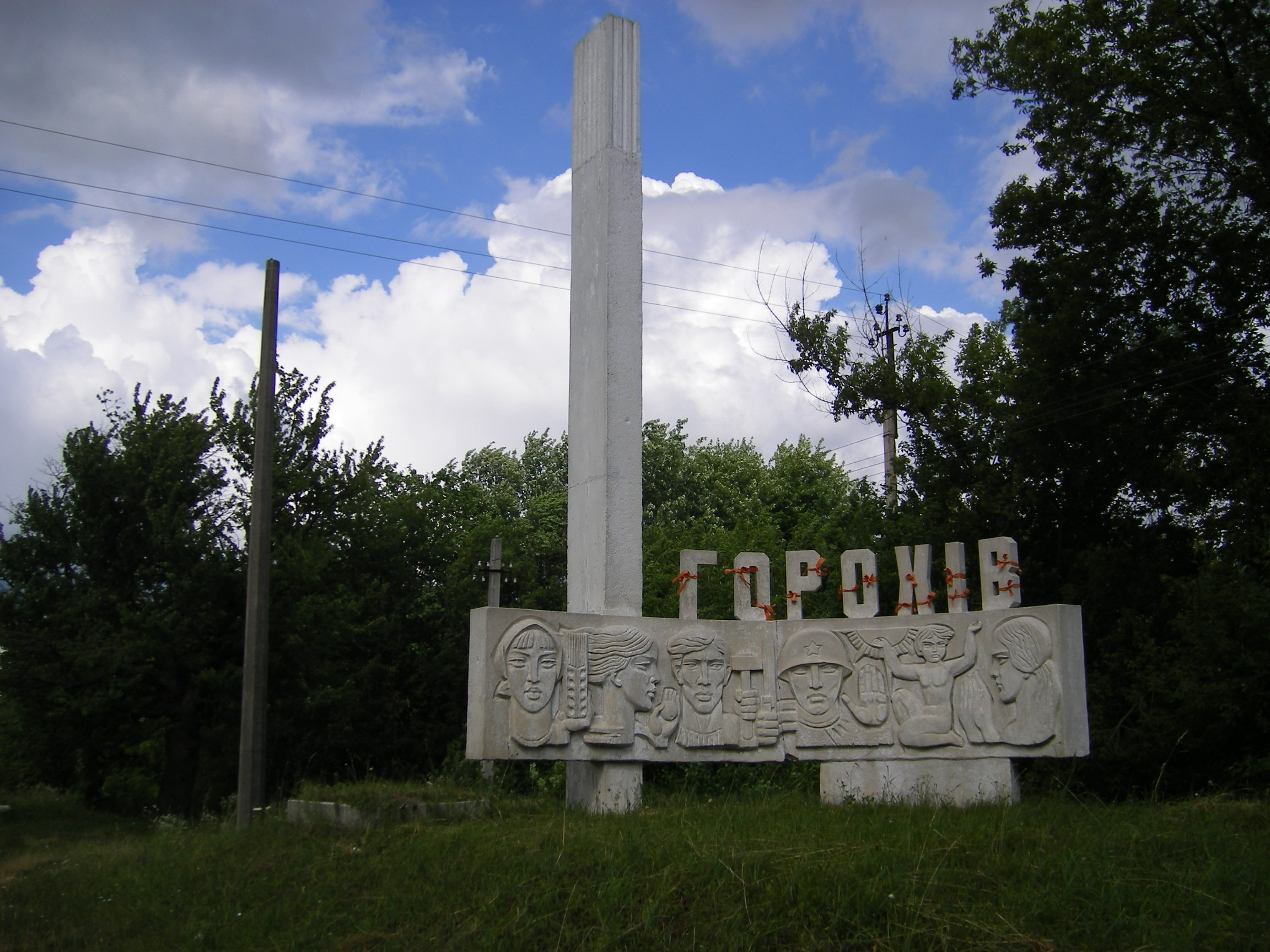
Horohiv

Horohiv (Горохів, oroszul Горохов, lengyelül Horochów) kisváros Ukrajna Volinyi területén, a Horohivi járás székhelye. 2001-ben 9 ezer lakosa volt. Lucktól 55 km-re délnyugatra fekszik, a Sztripa-patak és a Lviv-Luck főútvonal mentén. Vasútállomás a közeli Marjanyivkában. Első írásos említése 1240-ből származik. 1600-ban magdeburgi városi jogokat kapott. 1795-1919 között Oroszországhoz, majd 1919-1939 között Lengyelországhoz tartozott. Élelmiszer- és építőipar, járási múzeum. 1944 után mezőgazdasági alkatrészgyártó üzemet létesítettek itt (Nagy szovjet enciklopédia).

## Külső hivatkozások
- Horohiv története (ukránul, oroszul, angolul)